# Mimi Morales
Mimi Morales (Carthagène des Indes, 11 avril 1976) est une actrice colombienne.
Elle a étudié la communication sociale au Politécnico Gran Colombiano à Bogota.

## Filmographie

### Cinéma
- 2011 : Lecciones para un Beso
- 2011 : Poquita ropa

### Télévision
- 2020-2021 : Quererlo todo : Doña Lucia Rodríguez (Protagonista)
- 2010-2011 : Le Triomphe de l'amour (Triunfo del amor)
- 2009-2010 : Bella Calamidades
- 2008-2009 : Doña Bárbara
- 2005 : Mujeres Asesinas
- 2007-2008 : La Marca del Deseo
- 2014 : La impostora
- 2014-2015 : Muchacha italiana